# Уфологија
Уфологија (енгл. Ufology) је псеудонаука која се бави проучавањем феномена НЛО-а (неидентификованих летећих објеката). Сматра се да је модерна ера уфологије започела са блиским сусретом пилота Кенета Арнолда током лета изнад угашеног вулкана Рејнир у држави Вашингтон, 24. јуна 1947. године. После тога, уфологија се развијала и покушавала да објасни настанак и порекло НЛО-а, што не само они, већ и свако ко је сазнао за НЛО, жели да огонетне ту велику загонетку.

## Почетак ере уфологије
24. јуна 1947, амерички предузимач Кенет Арнолд је изнад угашеног вулкана Рејнир приметио отприлике девет објеката. Сви су се кретали необјашњивом путањом и не толико великом брзином. Изгледало је као да су лебдели у ваздуху. Они су се могли видети неколико минута, а касније су нестали у непознатом правцу. Кенет Арнолд, када је слетео, желео је да јавно искаже то што је видео. Убрзо после тога је стигло на хиљаде случајева укључујући и случај у малом градићу Розвелу 1947. у држави Нови Мексико, када се у близини тог градића наводно срушила огромна летелица са четири беживотних тела ванземаљаца.

## НЛО - летећи тањир
Кенет Арнолд, после изјаве о НЛО, упоредио је лет НЛО са тањирићем који плута по води. Тако је НЛО добио назив летећи тањир који се данас у свакодневном језику чешће користи него назив Неидентификовани летећи објекат. Наравно, нису сви НЛО-и у облику тањира. Неки су у облику троугла, неки у облику цигарете, неки у облику кугле а неки неправилног или променљивог облика. Понекад се појављивао израз летећи диск али није био коришћен онолико колико летећи тањир.

## Назив уфологије
Назив уфологија је настала од енглеске скраћенице UFO (Unentified flying object), што у преводу значи НЛО (Неидентификовани летећи објекат) и наставка -логија, односно, на енглеском језику:
-logy. На енглеском језику се уфологија пише ufology, што је веома слично нашем језику, односно, само је наставак другачији.

## Специјалне потраге
Уфолози се понекад скупе и организују специјалне потраге за НЛО-има. С обзиром да се НЛО појављује изненада, да га је веома тешко усликати или снимити, да га је веома тешко уочити, да треба бити на правом месту у право време и да се никада не може предвидети када ће се НЛО појавити, специјалне потраге за неидентификованим летећим објектима веома ретко, скоро никад не доводе до успеха.